# Джэксон (Миссисипи)
Джэ́ксон (англ. Jackson) — столица и крупнейший город штата Миссисипи на юге США с населением около 170 тыс. человек.

## История

### От основания города до Гражданской войны в США
До белой колонизации региона территорию нынешнего Джексона населяло индейское племя чокто. Первыми европейцами, исследовавшими район, стали испанцы из экспедиции Эрнандо де Сото в 1540 году.
Город был основан франкоканадским лесорубом Луи ЛеФлёром в 1820 году на историческом торговом пути Натчез-трейс, и первоначально назывался Парквилль. В 1821 году Генеральная Ассамблея Миссисипи, заседавшая в тогдашней столице Натчезе, отправила Томаса Хиндса (в честь которого назван округ Хиндс), Джеймса Паттона и Уильяма Латимора изучить район географического центра штата, с целью будущего строительства там новой столицы. Как выяснилось, точный географический центр штата располагался в болотах, непригодных для строительства города, что заставило группу обследовать земли вокруг первоначально планировавшегося района. В своём докладе Генеральной Ассамблее исследователи сообщили, что лучше всего для размещения столицы подходит район Пасквиля, благодаря наличию чистой воды, густых лесов, судоходной реки и близости к торговому маршруту Натчез-трейс. 28 ноября 1821 года Ассамблея утвердила строительство новой столицы в указанном месте. Город был назван в честь генерала Эндрю Джексона, позднее седьмого президента Соединенных Штатов, в знак признания его победы в Битве за Новый Орлеан.
План застройки города был разработан в апреле 1822 года архитектором голландского происхождения Питером ван Дорном, проект основывался на «шахматном» порядке, при котором городские кварталы чередуются с парками и другими открытыми пространствами.
Генеральная Ассамблея штата впервые встретилась в Джэксоне 23 декабря 1822 года.
В 1839 году Джэксон принял первый в штате Миссисипи городской закон, позволяющий замужним женщинам самостоятельно владеть и распоряжаться своим имуществом.
Железная дорога впервые связала город с остальной страной в 1840 году. В отличие от Виксберга и Натчеза, Джэксон не расположен на реке Миссисипи, и речная торговля не стала основой его развития в предвоенные годы, численность горожан росла медленными темпами.
Несмотря на свою небольшую численность населения, во время гражданской войны Джэксон стал важным производственным центром для Конфедерации. В 1863 году, во время кампании, целью которой был захват Виксберга, войска северян под командованием генерала Шермана дважды (13 мая и 16 июля) захватывали город, один раз перед падением Виксберга и один раз после. Второму падению Джэксона предшествовала 3-недельная осада. В своей обычной манере, Шерман сжёг захваченный город дотла, мстя жителям за сопротивление и за то, что большая часть южан смогли отступить.

### С 1870-х до наших дней
Послевоенный период ознаменовался, прежде всего, ожесточённым политическим конфликтом между белыми и поддерживаемыми оккупационной администрацией афроамериканцами. В 1875 году белыми были созданы военизированные отряды «краснорубашечников», для защиты белого населения от негритянских банд и силового противодействия политической машине республиканцев. Уже в следующем году демократы восстановили контроль над законодательным собранием штата. Принятая в 1890 году новая Конституция Миссисипи окончательно отстранила чернокожее население от участия в политических процессах, сделав обязательными для участия в голосовании тест на грамотность и подтверждение уплаты налогов.
Экономическое восстановление после войны было медленным, так как отмена рабства сильно подорвала основу экономики Юга — высокопродуктивное товарное сельское хозяйство. Тем не менее, город постепенно восстанавливался, в 1871 году была введена в строй трамвайная линия на конной тяге, заменённой электрической в 1899. В 1903 году завершилось строительство нового капитолия штата.

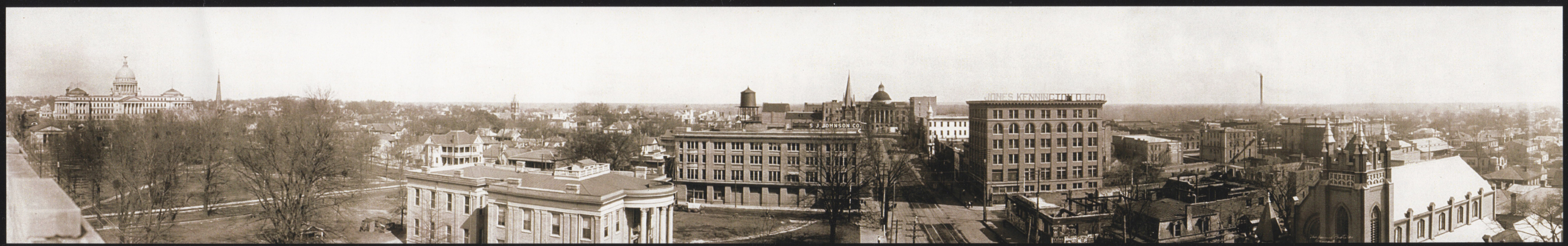
Центр города, 1910 год

В начале XX века Джэксон вступил в период экономического роста, прежде всего благодаря своему статусу важного железнодорожного узла. В городе приводятся в порядок улицы, строятся роскошные отели, современные офисные и общественные здания. Экономическое развитие Джэксона ускорилось в 1930 году в связи с открытием месторождений природного газа в окрестностях города. Дальнейшее развитие получили и нефтяные разработки, начатые ещё в 1920 году. В 1934-м в окрестностях города работало 113 нефтяных скважин, но к 1955 году месторождения были исчерпаны.
История Джэксона в 1960—1970-х годах связана, прежде всего, с борьбой чернокожего населения против сегрегации. Противостояние сопровождалось вспышками насилия с обеих сторон, дело доходило до введения в городе военного положения. К середине 1970-х противникам сегрегации удалось, благодаря поддержке федерального правительства, добиться своего, формально сегрегация поставлена вне закона. С того же времени начался массовый отток белого населения в города-спутники на севере и востоке от Джексона (доля белых снизилась с 60 % в 1970 до 18 % в 2010). Вместе с белыми из города уходит и бизнес, резко снизились налоговые поступления, выросла преступность. Городское руководство предпринимает определённые меры к улучшению ситуации (так, например, в ранее заброшенном деловом районе строится конгресс-центр), но результаты пока не слишком заметны.

## География и климат

### Географические сведения
Город расположен в верховьях реки Перл в центральной части штата на пересечении автомагистрали I-20 и исторической дороги Натчез-Трейс. На реке сооружено крупное водохранилище Росс-Барнетт, используемое для снабжения города водой и отдыха горожан.
Джэксон является единственным городом среди столиц штатов, расположенным в прямом смысле слова на вулкане. Потухший около 65 миллионов лет назад вулкан расположен на глубине 884 метра под городским стадионом.

### Климат
Джэксон обладает типичным субтропическим океаническим климатом, с длинным, жарким и дождливым летом и короткой, прохладной и влажной зимой.
| Показатель              | Янв.  | Фев.  | Март | Апр. | Май  | Июнь | Июль | Авг. | Сен. | Окт. | Нояб. | Дек.  | Год   |
| ----------------------- | ----- | ----- | ---- | ---- | ---- | ---- | ---- | ---- | ---- | ---- | ----- | ----- | ----- |
| Абсолютный максимум, °C | 29,4  | 31,6  | 35,0 | 34,4 | 37,7 | 40,5 | 41,6 | 41,6 | 41,6 | 36,6 | 31,6  | 28,8  | 41,6  |
| Средний максимум, °C    | 13,3  | 15,8  | 20,2 | 24,3 | 28,3 | 31,9 | 33,1 | 33,1 | 30,3 | 25,1 | 19,6  | 14,5  | 24,1  |
| Средняя температура, °C | 7,6   | 9,7   | 13,8 | 17,8 | 22,3 | 26,1 | 27,5 | 27,3 | 24,2 | 18,3 | 13,1  | 8,7   | 18,0  |
| Средний минимум, °C     | 1,8   | 3,6   | 7,3  | 11,2 | 16,4 | 20,3 | 22,0 | 21,6 | 18,1 | 11,7 | 6,6   | 2,9   | 11,9  |
| Абсолютный минимум, °C  | −20,5 | −17,2 | −9,4 | −2,7 | 2,2  | 8,3  | 10,5 | 12,2 | 1,6  | −3,3 | −9,4  | −15,5 | −20,5 |
| Норма осадков, мм       | 126   | 120   | 128  | 125  | 111  | 104  | 122  | 107  | 76   | 99   | 120   | 130   | 1368  |
| Источник: NWS           |       |       |      |      |      |      |      |      |      |      |       |       |       |

## Население
По данным переписи 2010 года в Джэксоне проживало 173 514 человек, имелось 62 400 домохозяйств.
Расовый состав населения:
- белые — 18 % (в 1970 — 60 %)
- Афроамериканцы — 79,4 % (в 1970 — 36 %)
- латиноамериканцы — 1,6 %
- азиаты — 0,4 %

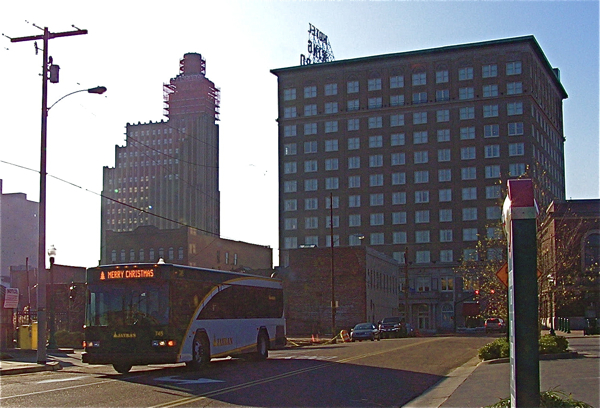
Центр города

Начиная с конца 1970-х, когда численность горожан превышала 200 тыс. человек, в результате субурбанизации и дезурбанизации сам город теряет население за счёт оттока белых жителей, перемещающихся в разрастающиеся окраины на севере и в многочисленных пригородах (Клинтон, Мадисон, Риджленд, Ричленд и т. д.). Несмотря на отсутствие прямых противостояний на расовой почве как ранее, напряжённость в отношениях между белыми и афроамериканцами сохраняется. По-прежнему распространены негласно и на бытовом уровне такие явления, как сегрегация, дискриминация и т. д. (с обеих сторон). Чёрные кварталы (гетто) занимают практически весь центр и запад города и характеризуются опасной криминогенной обстановкой.
Среднегодовой доход на душу населения составлял 17 116 долларов США. Средний возраст горожан — 31 год. Уровень преступности высокий, в 2,4 раза выше среднеамериканского и в 3,4 раза выше среднего по штату.

## Экономика

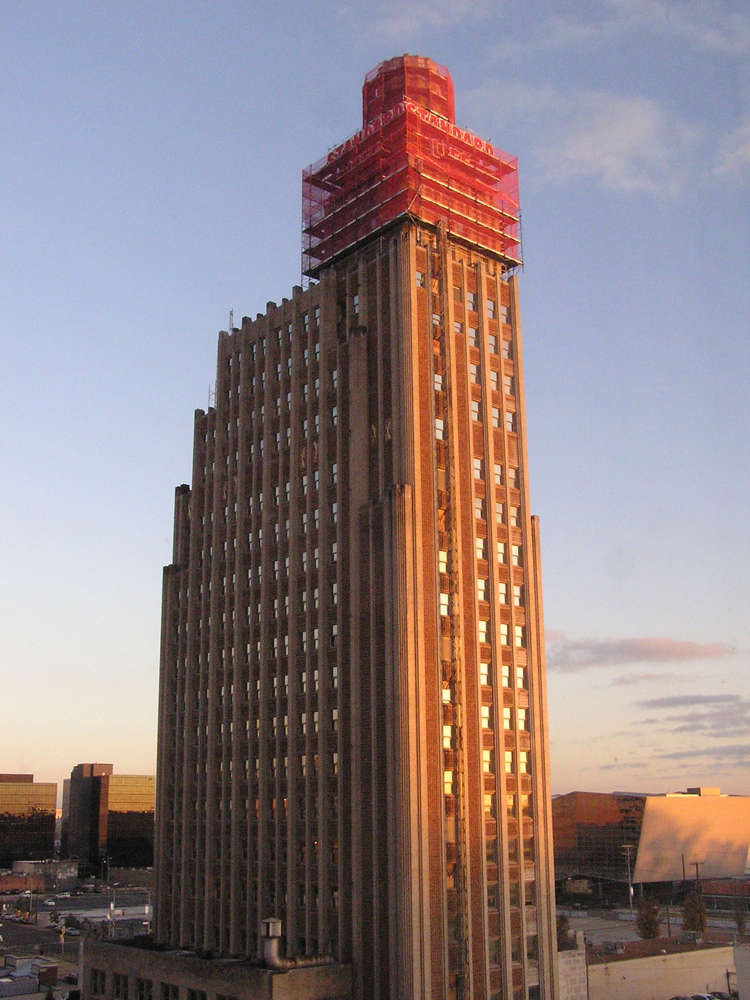
Многоэтажное здание в деловом центре города

В экономике Джэксона значительную роль по-прежнему играет производственный сектор, что не типично для столиц штатов. Во-многом это связано с тем, что в белые пригороды переезжают прежде всего компании финансового сектора и сферы услуг (понятно, что офис перенести намного легче, чем завод). В городе развито производство электрооборудования и металлопроката, пищевых полуфабрикатов и текстиля. В Джэксоне также размещается штаб-квартира компании Ergon, крупного производителя пластмасс и нефтехимической продукции.
Сектор государственного управления также играет весомую роль в городской экономике. В различных органах власти федерального, штатного и муниципального уровней, а также в управляемых ими учреждениях здравоохранения и образования создаётся почти 1/2 рабочих мест города.

## Транспорт
Город обслуживается расположенным в 9 километрах к востоку от центра Международным аэропортом Джэксон-Эверс (IATA: JAN, ICAO: KJAN) с пассажирооборотом 611 тыс. человек в год (2012). Регулярные пассажирские рейсы совершаются в Даллас, Атланту, Хьюстон, Чикаго, Вашингтон и Шарлотт.
В Джэксоне имеется железнодорожная станция компании Amtrak, на которой ежедневно останавливается поезд Чикаго — Новый Орлеан.
Основные автомобильные дороги, проходящие через город: межштатные шоссе I-20 и I-55, скоростные дороги US 49, US 51 и US 80.
Общественный транспорт в городе обеспечивает компания JATRAN, (10 автобусных маршрутов, понедельник — пятница с 05.00 до 19.45, суббота с 6.00 до 19.00).

## Образование
Образовательные потребности афроамериканского населения обслуживает Джэксонский государственный университет, один из так называемых исторически чёрных университетов США, а также Колледж Тугалу. Белые в основном посещают частный Колледж Милсэпс. Основным образовательным и медицинским учреждением является Медицинский Центр Университета Миссисипи.

## Города-спутники
Агломерация Джэксона имеет тенденцию к росту на северо-восток и восток. Из-за сложных взаимоотношений между белыми и чёрными жителями города и неблагоприятной криминогенной обстановки в центральном гетто, заселённом в основном чернокожими, за пределами города строятся новые пригороды, в которых возводятся более благоустроенные охраняемые коттеджные посёлки для белых, покидающих сам город. Эти посёлки, как правило, наделяются статусом отдельных городов, поскольку их преимущественно белые и в основном довольно состоятельные жители не хотят входить в один бюджет с малоимущим чёрным большинством, то есть имеет место де-факто сегрегация по расовому признаку. Поэтому в пригородах Джэксона белые составляют свыше 60 % — 90 % населения.
Список городов-спутников Джэксона:
- Клинтон — запад
- Мадисон — север
- Риджленд — север
- Ричленд — юг
- Перл — восток
- Брандон — восток

## Джексон в культуре
- Американский рэпер Кид Рок в 2003 году выпустил песню с названием «Jackson, Mississippi».
- Действие романа «Прислуга» (2009) и его одноимённой экранизации (2011) происходит в Джэксоне в 1960-е годы.